# 고토촌 (효고현)
고토촌(甲東村)은 효고현 무코군에 있던 촌이다. 현재의 니시노미야시 중심부의 북동부에 해당한다.

## 역사
- 1889년 4월 1일 - 정촌제 시행에 의해 8개 촌의 구역을 가지고 성립하였다.
- 1941년 2월 1일 - 니시노미야시에 편입해, 동일 고토촌은 폐지되었다.

## 교통

### 철도
- 한신 급행전철
  - 이마즈선

## 참고문헌
- 大日本篤農家名鑑編纂所編『大日本篤農家名鑑』大日本篤農家名鑑編纂所、1910年。
- 『가도카와 일본 지명 대사전 28 兵庫県』。